# История Черноморского флота
Черноморский флот — один из старейших военно-морских флотов России. Участник ряда русско-турецких, наполеоновских, Крымской, Первой мировой, Гражданской и Второй мировой войн. По условиям Парижского мирного договора 1856 года был расформирован. Катастрофически  пострадал в  Гражданской войне. Русская эскадра, уведённая в Бизерту белыми в СССР не вернулась. После распада СССР пережил раздел между Россией и Украиной. 

## Основание флота

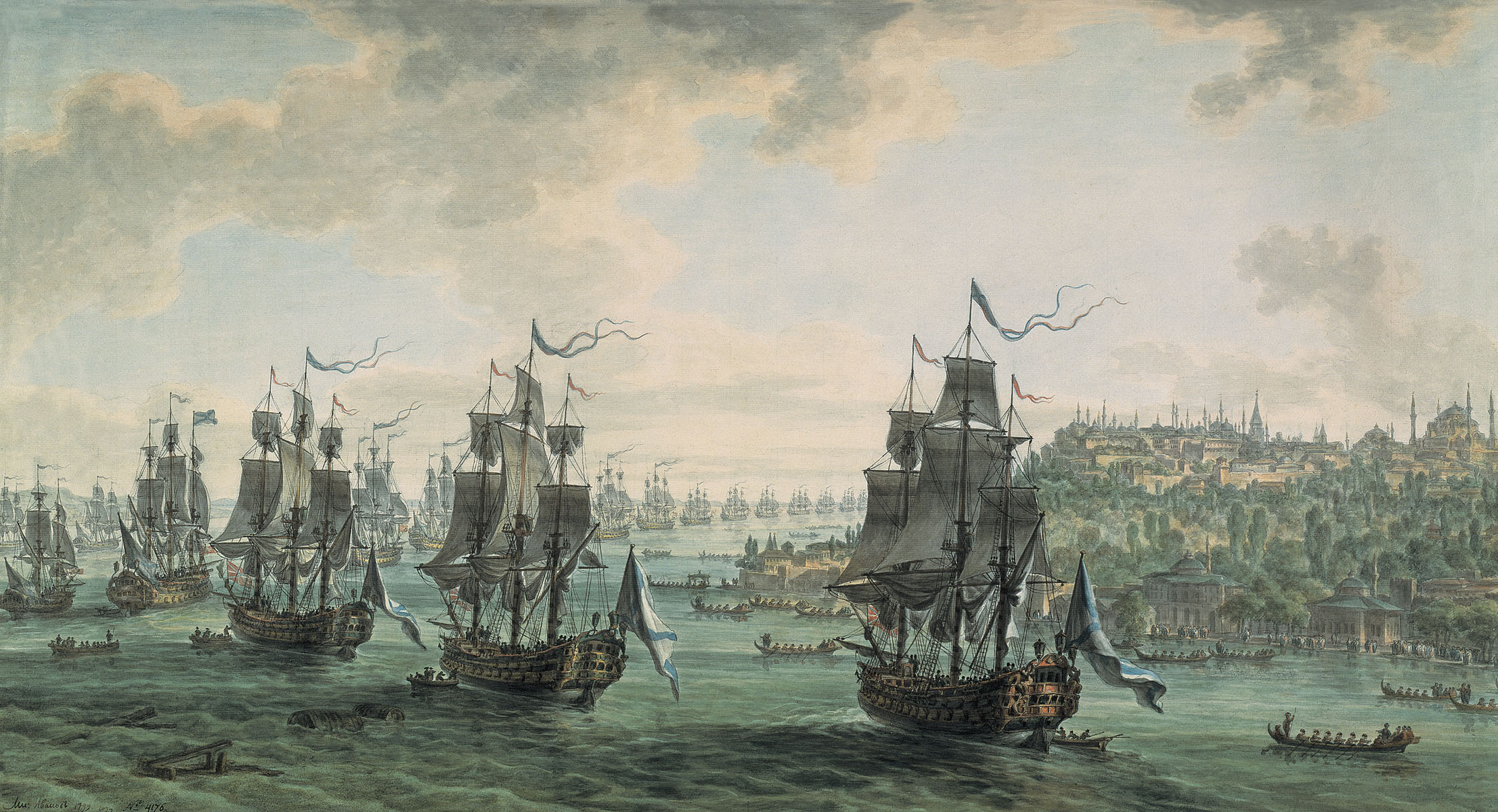
Российская эскадра под командованием Ф. Ф. Ушакова, идущая Константинопольским проливом Худ. М. Иванов

Черноморский флот был основан в 1783 году по указу императрицы Екатерины II после присоединения к Российской империи Крыма. Ядром его стали корабли Азовской и Днепровской военных флотилий, созданных во время русско-турецкой войны 1768—1774 годов.
13 мая 1783 года 11 кораблей Азовской флотилии вошли в Ахтиарскую бухту, расположенную на юго-западном берегу Крымского полуострова, где был заложен Севастополь, ставший главной базой флота, а с 1804 года — и главным военным портом. В 1784 году сюда же прибыли 17 кораблей Днепровской флотилии. В память об этом ежегодно 13 мая отмечается День основания российского Черноморского флота.
В 1785 году утверждён был первый штат Черноморского флота в составе 12 линейных кораблей, 20 фрегатов, 5 шхун, 23 транспортных судов, и личного состава в количестве 13 500 человек. Для постройки флота в Херсоне было создано Черноморское адмиралтейство.
Флот развивался и рос быстрыми темпами, и уже в 1787 году насчитывал в своём составе 3 линейных корабля, 12 фрегатов, 3 бомбардирских корабля, 28 других военных судов.
В 1787 году Османская империя, не смирившаяся с потерей контроля над Крымским ханством, предъявила России ультиматум с требованием возвратить полуостров. Россия ответила отказом. Так началась Русско-турецкая война, в которой Черноморский флот принял боевое крещение и нанёс османскому флоту крупные поражения, несмотря на его существенное численное превосходство.
В 1798—1800 годах флоту выпало воевать с Францией. Под командованием вице-адмирала Фёдора Ушакова Черноморский флот за 2,5 года плавания не потерял ни одного корабля, одержав ряд блестящих побед, в частности, взяв штурмом французские укрепления на острове Корфу. Россия обрела военно-морскую базу на Средиземном море, усилив своё влияние в этом регионе.

## XIX век
Григорий Филипсон вспоминал про ситуацию в 1830-х годах:

Вообще, Черноморский флот у главного морского начальства был пасынком, а Балтийский — любимым сынком.
Часто ненадёжные офицеры переводились сюда из Петербурга в виде наказания. Уровень образования и нравственности между офицерами был невысок; пьянство было обыкновенным явлением; злоупотребления по хозяйственному управлению вошли в пословицу.

С 1833 года главным командиром Черноморского флота и портов, военным губернатором Николаева и Севастополя становится контр-адмирал Михаил Петрович Лазарев, в том же году он был произведён в вице-адмиралы. Командуя Черноморским флотом, адмирал Михаил Лазарев стал его подлинным преобразователем, он ввёл совершенно новую систему обучения моряков непосредственно в море в обстановке, максимально приближённой к боевой.
Штаты боевых кораблей Черноморского флота были полностью укомплектованы и оснащены артиллерией более высокого качества. При Лазареве Черноморский флот получил более 40 парусных судов. Также Лазарев заказал для своего флота 6 пароходо-фрегатов и 28 пароходов. На Чёрном море был построен первый железный пароход и начата подготовка кадров для службы на паровых судах.
Вместе с этим, вице-адмирал Лазарев не ограничивался лишь техническим перевооружением Черноморского флота. В Севастополе была реорганизована Морская библиотека, построен Дом собраний и открыта школа для матросских детей. При Лазареве были построены здания адмиралтейств в Николаеве, Одессе, Новороссийске, начато строительство адмиралтейства в Севастополе.
Используя свой опыт, накопленный в дальних походах, Лазарев наладил работу гидрографического депо, которое начинает издавать карты и атласы Чёрного моря. Заслуги адмирала Лазарева перед русской наукой оценило и Русское географическое общество, избрав его своим почётным членом. Он был также избран почётным членом Морского учёного комитета, Казанского университета и других научных учреждений.

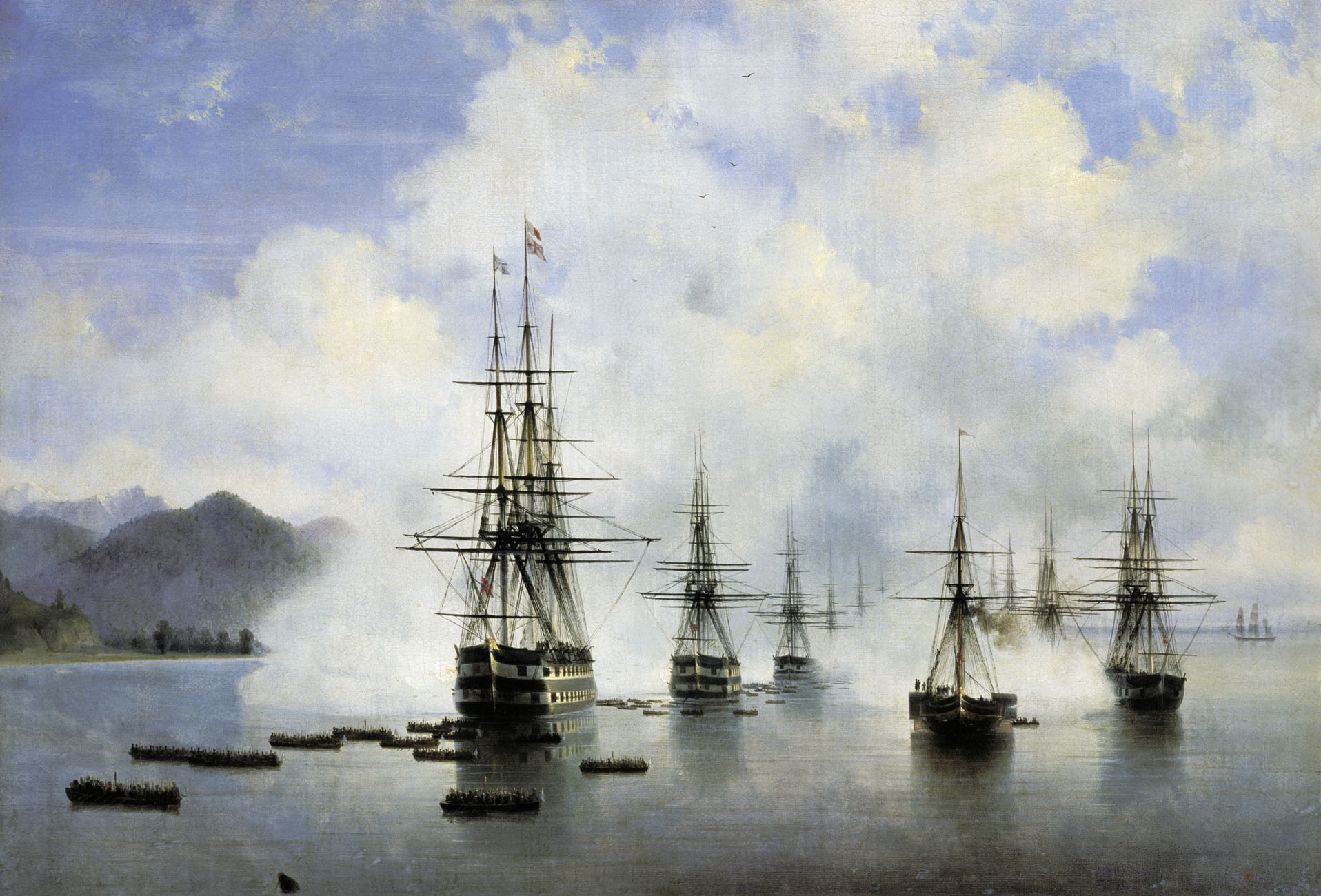
Десант Раевского у Субаши.
И. К. Айвазовский

Благодаря развитию судостроения и умелому командованию адмирала Михаила Лазарева, Черноморский флот становится одним из лучших парусных флотов Европы. На его вооружении уже стояли мощные линейные корабли, число которых к середине XIX века достигло 14-ти. Помимо них, в составе флота числилось 6 фрегатов, 4 корвета, 12 бригов, 6 пароходофрегатов. Лучшим из линейных кораблей, бесспорно, являлся 74-пушечный корабль «Азов», отличившийся в 1827 году в Наваринском сражении. В русско-турецкой войне 1828—1829 годах прославился 18-пушечный бриг «Меркурий», одним из первых награждённый кормовым Георгиевским флагом.
Постоянно проводилось крейсерство вдоль берегов Кавказа для пресечения контрабанды и работорговли. Флот также участвовал в Кавказской войне, высадив в 1837-38 годах десанты, которые построили укрепления Черноморской береговой линии, а в дальнейшем поддерживал из существование.

### Крымская война

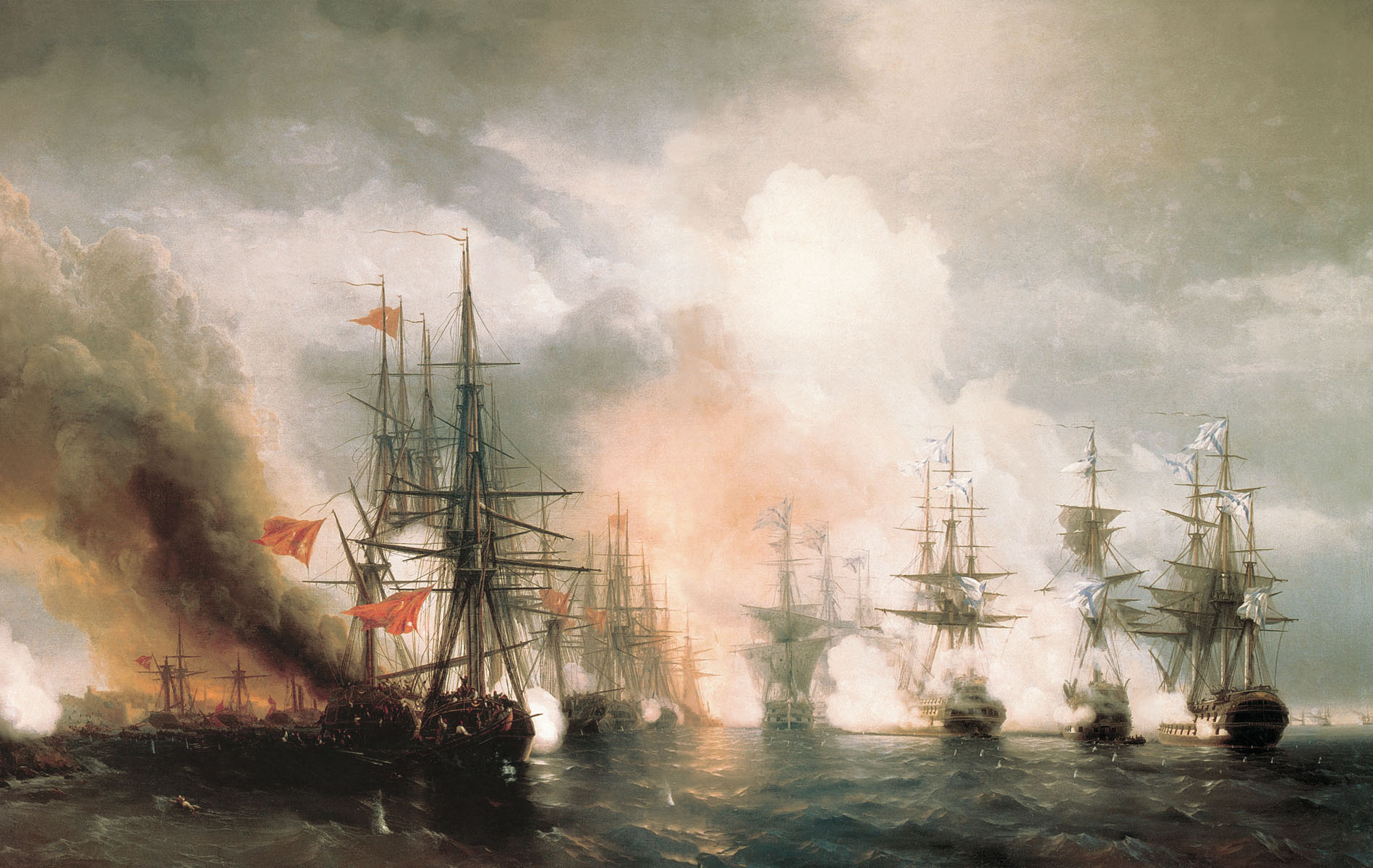
И. К. Айвазовский. «Синопский бой». 1853. Холст, масло. 220 × 400 см. Центральный военно-морской музей, Санкт-Петербург

Во время Крымской войны 1853—1856 годов эскадра Черноморского флота одержала блестящую победу в Синопской бухте (18 ноября 1853 года), уничтожив 15 турецких кораблей из 16. А во время обороны Севастополя моряки-черноморцы, сойдя на берег и затопив свои корабли, 349 дней доблестно сражались на бастионах города.
Поражение в Крымской войне и невыгодные условия Парижского мирного договора 1856 года лишили Россию возможности содержать военный флот и военно-морские укрепления на Чёрном море. Однако после франко-прусской войны 1870—1871 гг., вызвавшей падение французской монархии, русское правительство приступило к постепенному восстановлению своего военного присутствия в регионе.
В частности, под руководством генерала Эдуарда Ивановича Тотлебена началось строительство подземных артиллерийских укреплений на Крымском полуострове в районе Керчи, а для защиты Севастополя были построены броненосцы береговой обороны «Вице-адмирал Попов» и «Новгород», прозванные «поповками».

### Русско-турецкая война (1877—1878)
Тем не менее, к началу русско-турецкой войны 1877—1878 годов. Россия не имела на Чёрном море полноценного флота, оказавшись в заведомо невыигрышном положении в сравнении с противником. В результате в мае 1877 года эскадра из 5 турецких броненосцев беспрепятственно подошла к Сухуму, подвергнув его сильной бомбардировке, вследствие чего русские войска были вынуждены оставить город вплоть до конца августа.
Во второй половине 1880-х годов, в рамках принятой правительством в 1881 году 20-летней судостроительной программы, началось строительство серии барбетных паровых броненосцев для Черноморского флота. С 1889 по 1894 год в строй были введены однотипные барбетные броненосцы «Екатерина II», «Чесма», «Синоп» и «Георгий Победоносец», а в 1892 году — отличавшийся от них по конструкции барбетный броненосец «Двенадцать апостолов».

## XX век
К началу XX века их дополнили более современные башенные броненосцы «Три Святителя», «Ростислав», крейсер «Память Меркурия», а также многочисленные миноносцы и минные крейсера.
Во время русской революции 1905-1907 годов экипажи флота были одним из центров революционной активности.
По состоянию на 1906 год ЧФ состоял из: 8 броненосцев («Чесма», «Синоп», «Екатерина II, „Георгий Победоносец“, „XII Апостолов“, „Ростислав“, „3 Святителя“, „Пантелеймон“), 2 крейсеров (Кагул» и «Очаков».), 1 крейсера («Память Меркурия»), 3 минных крейсеров («Капитан Сакен», «Гридень», «Козарский».), 13 эскадренных миноносцев, 10 миноносцев, 2 минных транспортов, 6 канонерских лодок и 10 транспортов. Строились 2 эскадренных броненосца («Евстафий» и «Иоанн Златоуст») и 4 минных крейсера типа «Капитан Баранов».
В мае 1906 года снаряду с Главным морским штабом был организован Морской генеральный штаб, взявший на себя функции оперативного органа.
После русско-японской войны разрабатывалась и активно обсуждалась новая программа военного кораблестроения — «Программа развития и реформ вооружённых сил России», известная как «Малая судостроительная программа», которая была утверждена императором Николаем II 6 июня 1907 года, но впоследствии размер ассигнований был сокращён, а сама программа получила название «Распределение ассигнований на судостроение» (до 1911 года планировалось достроить уже начатые суда и заложить для ЧФ 14 эскадренных миноносцев и 3 подводные лодки) и была частично утверждена Государственной Думой весной 1908 года.
Начиная с 1909 года шла активная подготовка и обсуждение новой судостроительной программы — «Десятилетней программы судостроения (1910—1920 гг.)» — так называемой «Большой судостроительной программы», которая в конечном своём варианте предусматривала строительство для ЧФ: 9 эскадренных миноносцев типа «Новик» и 6 подводных лодок; судов для БФ и Флотилии Тихого океана, а также перевооружение и модернизацию нескольких линейных кораблей — Три Святителя, XII апостолов, Георгий Победоносец. Программа была утверждена 25 марта 1910 года императором Николаем II, однако до 1911 года Государственной Думой не рассматривалась.
17 января 1911 года Государственная Дума выделила средства на строительство 3 линейных кораблей типа «Императрица Мария», закладка которых была предусмотрена по программе Морского министерства «Об ассигновании средств на усиление черноморского флота», а также ускорить сроки закладки кораблей, предусмотренных программой 1910 год.

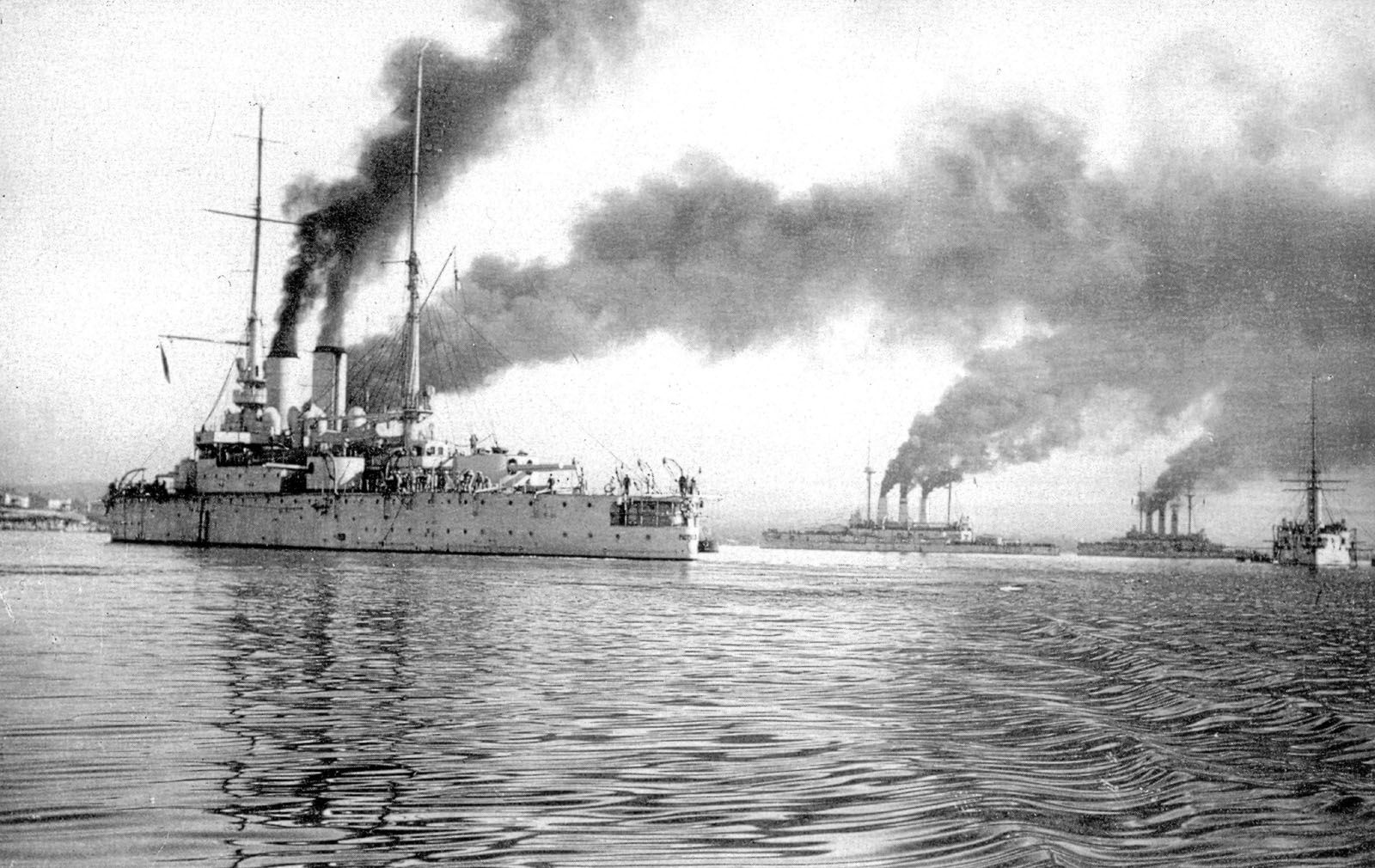
Бригада линейных кораблей Черноморского флота в Северной бухте Севастополя, 1910-е годы. Первый в строю — линейный корабль «Ростислав»

В 1911 году Морским министерством и Морским генеральным штабом начался пересмотр программы 1910 года. В конечном счёте их работа привела к тому, что 25 апреля 1911 года Николай II утвердил «Законопроект о военно-морском флоте» совместно с первоочередной его частью - «Программой спешного усиления Балтийского флота». Закон предусматривал иметь к 1930 года две действующие и одну резервную эскадры в составе БФ; одну действующую и одну резервную в составе ЧФ; а состав Флотилии Тихого океана рассматривался отдельно). После некоторых задержек, небольших корректировок, утверждения Совета министров, Государственного совета, 6 июня 1912 года Государственной Думой данная программа и закон о флоте были утверждены. Она предусматривала строительство с 1912 по 1916(7) годы для Черноморского флота 2 лёгких крейсеров типа «Светлана» («Адмирал Нахимов», «Адмирал Лазарев») и значительного числа кораблей и подводных лодок для БФ.
К середине 1914 года была одобрена и утверждена «Программа нового усиления Черноморского флота», предусматривающая строительство четвёртого линкора из серии «Императрица Мария» — Император Николай I, 2 лёгких крейсеров типа «Светлана» («Адмирал Истомин», «Адмирал Нахимов»), 8 эскадренных миноносцев типа «Новик», а также 6 подводных лодок, в дополнении к предыдущим программам.

### Первая мировая война
К началу Первой мировой войны в составе Черноморского флота имелось: 6 додредноутных броненосца - флагман флота «Евстафий», «Иоанн Златоуст», «Пантелеймон» (бывший "Князь Потёмкин-Таврический), «Ростислав», «Три Святителя», «Синоп», устаревший броненосец "Георгий Победоносец", штабное судно; 2 крейсера типа «Богатырь», 17 эскадренных миноносцев (из них 4 турбинные), 12 миноносцев, 3 канонерские лодки, 4 подводные лодки, 12 самолётов.
Военные действия 1914-1915 года показали, что линкоры додредноутного типа не могут эффективно противостоять кораблям нового типа: бригада старых русских броненосцев не могла пресечь действия в Чёрном море германского линейного крейсера «Гёбен», формально проданного Турции и получившего на турецкой службе новое название «Султан Явуз Селим». Наличие у противника дредноута сковывало действия всего ЧФ: эскадра опасалась выхода в море иначе как в полном составе. В то же время корабли противника, избегая прямого столкновения с превосходящими силами, обеспечивали достаточно эффективный контроль над акваторией малыми группами или поодиночке. Ещё до формального объявления войны, 29 октября германо-турецкий флот нанёс внезапный удар сразу по нескольким российским портовым городам: Севастополю, Феодосии, Одессе и Новороссийску.
5 (18) ноября 1914 год вблизи Ялты произошло боевое столкновение российской Черноморской эскадры с «Гебеном» и «Бреслау», известное как бой у мыса Сарыч. Бой свёлся к скоротечной перестрелке между «Евстафием» и «Гебеном». Оба корабля получили повреждения, однако, пользуясь преимуществом в скорости хода, германские крейсера смогли оторваться и уйти. Общие потери немцев, по разным оценкам, составили от 112 до 172 человек, русских — 58.
26 декабря «Гёбен» наскочил на минное поле, установленное русскими кораблями вблизи входа в пролив Босфор, после чего смог выйти в море только в начале апреля 1915 года.
Уже во второй половине 1915 года в строй вступили линкоры дредноутного типа: «Императрица Мария» и «Екатерина Великая». Третий дредноут «Император Александр III» был введён в строй уже после Февральской революции. Сетвёртый дредноут «Император Николай I» был спущен на воду, но в состав флота до конца войны не вошёл из-за резко обострившейся обстановки после Февральской революции. За годы войны в состав флота были введены 9 эсминцев, 10 подводных лодок, переоборудовано 4 гидроавиатранспорта (прообразы авианосцев несущие гидросамолёты) и ряд других кораблей.
8 января 1916 года произошло боевое столкновение «Гёбена» с Екатериной Великой (немцы ошибочно полагали, что встретились с «Императрицей Марией»). Несмотря на сильную на тот момент изношенность, «Гебен» все ещё имел преимущество в скорости и смог уйти. Но активность германского крейсера сохранялась: вскоре после этого столкновения он прикрывал транспорты с войсками, а летом даже обстреливал Туапсе. Немцы увеличили угол возвышения своих орудий, чтобы увеличить их дальность и быть способными к ответу новым русским линкорам на предельной для них дистанции.
3 апреля 1915 бронепалубный крейсер «Меджидие», шедший в сторону Николаева, наскочил на мину и затонул, что сорвало т. н. «Одесскую операцию», ставящей целью бомбардировку Одессы. 25 февраля 1916 крейсер после капитального ремонта и модернизации вошёл в состав ЧФ под названием «Прут».
Флот оказывал поддержку войскам Кавказского фронта.
15 июля 1916 года вице-адмирал А. В. Колчак принял командование над Черноморским флотом Российской Империи. Основной стратегической задачей Александр Васильевич считал полное минирование выхода из Босфора в Чёрное море.
7 (20) октября 1916 года на линкоре «Императрица Мария» произошёл взрыв порохового погреба, корабль затонул (225 погибших, 85 тяжелораненых). А. В. Колчак лично руководил операцией по спасению моряков и тушению пожара, он сильнейшим образом переживал за случившееся.
Вступление в строй новых линейных кораблей позволило флоту установить блокаду угольного района в Анатолии (порты Зунгулдак, Козлу, Эрегли, Килимли), служившего единственным источником местного угля для Константинополя, а также турецкого флота и железнодорожного транспорта. К октябрю 1916 подвоз угля из Зунгулдака в Константинополь практически прекратился. Блокада привела к резкому сокращению операций турецкого флота, в том числе прекращению тральных работ в устье Босфора. Из-за отсутствия угля в 1917 году «Гебен» ни разу не вышел в море.
Во время войны Черноморский флот России играл огромную роль. В отличие от сражений на Восточном фронте, на Чёрном море Россия одерживала победу за победой. Практически вся акватория контролировалась русскими кораблями. Пролив Босфор был заминирован, обеспечивая полное владычество Черноморского флота, превращая Чёрное море в русское озеро. В походах русские корабли успешно уничтожали турецкие суда, обходясь минимальными потерями.
Флот быстрыми темпами прирастал подводными и миноносными кораблями.
Появившийся новый вид войск — военная авиация создала прообраз современных авианосно-ударных соединений, когда действия авиации сочетались с тяжёлыми линкорами.
С 1914 по 1917 годы Черноморский флот активно содействовал сухопутным войскам Кавказского фронта на приморских направлениях (подвоз продовольствия и боеприпасов, высадка десантов и т. д.). На протяжении всего 1916 года и вплоть до весны 1917 года шла активная подготовка к Босфорской операции. Для этой цели в Одессе формировалась крупная десантная флотилия.
К 1917 году Черноморский флот насчитывал 177 боевых кораблей, в том числе 2 новейших линкора в стою и 2 в достройке, имел транспортную, подводную, миноносную флотилии, авиационную дивизию и превратился в серьёзную боевую силу на юге России, обеспечивающей полное господство на Чёрном море и поддержку Кавказскому и Румынскому фронтам.
По мнению контр-адмирала А. Д. Бубнова, активная и грамотная деятельность А. В. Колчака по минированию выхода из Босфора и порта Варна, привела к установлению полного господства Черноморского флота и «ни одно неприятельское судно» вплоть до лета 1917 года не появлялось в акватории Чёрного моря.
Февральская революция резко подорвала боеспособность Черноморского флота. Боевой дух и дисциплина моряков упали. Вести об убийствах офицеров на Балтийском флоте ещё сильнее подорвала моральное состояние экипажей. На Черноморский флот прибыли агитаторы от разных партий. Указы Временного правительства рушили всю военную систему флотов бывшей империи. К лету 1917 года экипажи кораблей отказались подчиняться офицерам, неугодных командиров изгоняли прямо с кораблей. По всему Севастополю распространилось пьянство и бандитизм. В Киеве пышным цветом расцвёл украинский национализм. Благодаря уступкам Временного правительства он также оказывал разлагающее действие на экипажи кораблей. Адмирал А. В. Колчак покинул должность командующего флотом.
К осени 1917 года лишь часть кораблей-эсминцев сохраняла свою боеспособность, благодаря чему продолжались походы к турецкому берегу. Сам же Черноморский флот представлял собой очень интересное зрелище — помимо сохранившихся Андреевских флагов, часть кораблей стояли под красными флагами, часть под чёрными анархистов, а часть под жёлто-голубыми украинских националистов. Большинство моряков поднимали эти флаги не из-за горячей поддержки агитаторов, а из-за нежелания воевать.
В ноябре 1917 года на выборах в Учредительное собрание, на Черноморском флоте, было подано 52,5 голосов (в тысячах).
Потери Черноморского флота за время Первой мировой войны.
| №  | Класс и наименование корабля                 | Водоизмещение (т) | Время гибели | Место гибели                                   | Причины гибели                                               |
| 1  | Линейный корабль «Императрица Мария»         | 24 100            | 20.10.1916   | Севастополь                                    | Внутренний взрыв                                             |
| 2  | Канонерская лодка «Донец»                    | 1280              | 29.10.1914   | Порт Одессы                                    | От торпеды турецкого эсминца                                 |
| 3  | Минный заградитель «Прут»                    | ?                 | 29.10.1914   | На подходах к Севастополю (район мыса Фиолент) | От снарядов                                                  |
| 4  | Эскадренный миноносец «Лейтенант Пущин»      | 440               | 09.03.1916   | В районе Варны                                 | На мине                                                      |
| 5  | Тральщик Т-250                               | ?                 | 10.03.1916   | В бассейне Черного моря                        | Причина гибели не установлена                                |
| 6  | Тральщик Т-63                                | ?                 | 03.04.1916   | У побережья Лазистана                          | После боя с турецким крейсером «Мидилли» выбросился на берег |
| 7  | Эскадренный миноносец «Живучий»              | 440               | 25.04.1916   | Камышовая бухта                                | На мине                                                      |
| 8  | Тральщик ТЩ-252                              | ?                 | 28.06.1916   | Район Арсен-Искелесси                          | Причина гибели не установлена                                |
| 9  | Эскадренный миноносец «Лейтенант Зацаренный» | 645               | 30.06.1917   | В районе острова Фидониси                      | На мине                                                      |
| 10 | Подводная лодка «Морж»                       | 790               | 11.05.1917   | В районе Босфора                               | На мине                                                      |
| 11 | Миноносец № 272                              | 140               | 09.08.1914   | У Херсонесского маяка                          | Столкновение с посыльным судном «Успех»                      |
| 12 | Заградитель «Олег»                           | ?                 | 24.12.1914   | В районе Зунгулдака                            | Затоплен после боя с турецким крейсером «Мидилли»            |

### Революция и гибель флота
После Октябрьского переворота Черноморский флот окончательно утратил боеспособность, а начиная с 1918 года по Севастополю прокатилась волна убийств офицеров.
Моряки Черноморского флота в начале 1918 года вели активную борьбу за установление Советской власти, а затем участвовали в борьбе с наступающими германскими войсками. Несмотря на подписанный 3 марта 1918 года Брестского мира, Германия обвинила Советскую Россию в нарушении пункта о разоружении Черноморского флота. Часть кораблей была переведена в Новороссийск. 2 мая немцы вошли в Севастополь, и требовали вернуть корабли Черноморского флота из Новороссийска. Большевистское правительство во главе с Лениным приняло решение затопить корабли в Новороссийске, чтобы не допустить их захвата немцами. Однако, некоторые корабли во главе с линкором «Воля» не подчинились и вернулись в Севастополь. Эти вернувшиеся корабли немцы увели в турецкие порты.

### Гражданская война
После ухода немцев Россия погрузилась в гражданскую войну. В 1919 году в Новороссийске создаётся Белый Черноморский флот, основу для которого стали возвращённые французами захваченные немцами корабли в 1918 году. Летом 1919 года Черноморский флот переходит в Севастополь. К 1920 году он уже насчитывал более 120 судов, в число которых входили линейный корабль «Генерал Алексеев», 1 крейсер, 3 вспомогательных крейсера, 8 эсминцев и 9 канонерских лодок. После отступления белых в Крым, к Севастополю Черноморский флот принимает участие в эвакуации войск и беженцев. После эвакуации Белый Черноморский флот был преобразован в Русскую эскадру и базировался в порту Бизерта в Тунисе до 1924 года, когда с последнего корабля был спущен Андреевский флаг. Формально корабли были переданы СССР, но свои дни они так и закончили в Бизерте по причине полного выхода из строя и нецелесообразности ремонта.

### Воссоздание флота

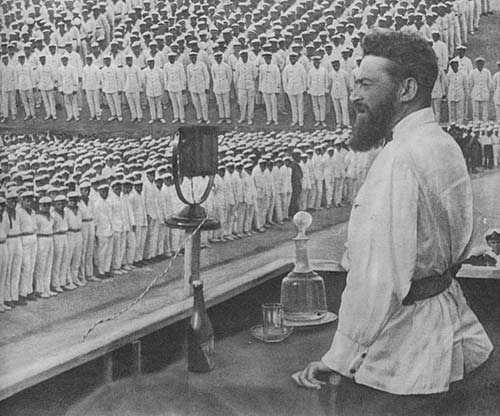
Манёвры Черноморского Красного Флота, заместитель председателя Реввоенсовета СССР и Наркомвоенмора, начальник Политуправления РККА Я. Б. Гамарник выступает на митинге краснофлотцев, 1933 год.

После занятия большевиками Севастополя в 1920 году, с 1921 года начинается воссоздание Черноморского флота. Так, в 1920—1921 годах были достроены заложенные во время Первой мировой войны на николаевских верфях в качестве десантных транспортов канонерские лодки типа «Эльпидифор»: «Красная Абхазия», «Красный Аджаристан», «Красная Грузия» и «Красный Крым». А к 7 ноября 1923 года капитально отремонтирован и вновь введён в боевой состав флота бронепалубный крейсер «Кагул», переименованный 31 декабря 1922 года в «Коминтерн».
К 1928 году Черноморский флот восстановлен и начинается его реконструкция и усиление за счёт кораблей Балтийского флота. С 1929 года по 1937 год Черноморский флот активно вооружается — были построены более 500 боевых кораблей различных классов, сотни боевых самолётов, созданы военно-воздушные силы, береговая оборона и система противовоздушной обороны. Нападение нацистской Германии Черноморский флот встретил в высокой степени боевой готовности и сорвал попытку немцев вывести из строя основные силы флота в первые дни войны.

### Великая Отечественная война
К началу Великой Отечественной войны в состав Черноморского флота входили линейный корабль «Парижская коммуна», крейсеры «Ворошилов», «Молотов», «Красный Кавказ», «Красный Крым», «Червона Украина», крейсер-минзаг «Коминтерн» три лидера, 14 эсминцев, 47 подводных лодок, 15 тральщиков, четыре канонерские лодки, два сторожевых корабля, минный заградитель, 34 торпедных катера, десять катеров-охотников, вспомогательные суда. ВВС флота насчитывали 625 самолётов.
В первые годы войны высокая боеготовность флота сыграла огромную роль. Особое место в его боевых действиях занимают оборона Одессы, Севастополя, Керченско-Феодосийская десантная операция, оборона Кавказа, освобождение Новороссийска. Флот провёл 24 десантные операции, было потоплено 835 кораблей и судов противника, 539 повреждено.
Высокий героизм и подготовка экипажей играли ключевую роль в победах Черноморского флота в годы Великой Отечественной войны. Свыше 200 черноморцев были удостоены звания Героя Советского Союза, 54766 человек были награждены орденами и медалями. За боевые заслуги Указом Президиума Верховного Совета СССР от 7 мая 1965 Черноморский флот был награждён орденом Красного Знамени.
В послевоенные годы на вооружение Черноморского флота поступили новые корабли и боевая техника, позволившая кораблям выходить в дальние походы и отрабатывать задачи боевой подготовки по обеспечению защиты государственных интересов Советского Союза на море.

## Новейшая история
Серьёзным ударом по Черноморскому флоту СССР стал распад СССР и последовавший за ним период общей политической и экономической неопределенности.
С августа 1992 года Черноморский флот существовал как объединённый флот России и Украины, для кораблей и судов которого был предусмотрен Военно-морской флаг Черноморского флота.
12 июня 1997 года на кораблях российского Черноморского флота был поднят исторический Андреевский флаг.
По Соглашению между Украиной и Российской Федерацией о статусе и условиях пребывания Черноморского флота России на территории Украины от 31 мая 1997 года, в украинских территориальных водах и на суше может находиться группировка российских кораблей и судов численностью до 388 единиц (из них 14 подводных дизельных лодок). На арендуемых аэродромах в Гвардейском и Севастополе (Каче) может быть размещён 161 летательный аппарат. Это вполне сопоставимо с мощью военно-морской группировки Турции. Указанное Соглашение заключено на 20 лет. Срок действия Соглашения будет автоматически продлеваться на последующие пятилетние периоды, если ни одна из Сторон не уведомит письменно другую Сторону о прекращении действия Соглашения не позднее чем за один год до истечения срока его действия.
Согласно двусторонним соглашениям о временном (до 28 мая 2017 года) пребывании Черноморского флота России на Украине от 1997 года, на основе Черноморского флота СССР были созданы Черноморский флот России и ВМС Украины с раздельным базированием на территории Украины. Так 70 % всей инфраструктуры российского Черноморского флота находилось на территории Крыма. Личный состав флота (25 тысяч) размещался в трёх пунктах базирования: в Севастополе (бухты Севастопольская, Южная, Карантинная, Казачья), Феодосии, Новороссийске и временно — в Николаеве, где шла постройка и ремонт российских судов.
В соглашении чётко оговорены условия аренды базы Черноморского флота на территории Украины, в том числе ежегодная арендная плата в размере 97,75 млн долл, выплачиваемая путём погашаемой Россией части государственного долга Украины, а также срок пребывания Черноморского флота РФ на территории Украины — до 28 мая 2017 года.
Украина согласилась передать РФ большую часть Черноморского флота, оставив себе 18% кораблей. В 2014 году контроль над севастопольской военной базой позволил России в течение нескольких дней захватить Крым.

### Черноморский флот на базах на территории Украины
Обострение отношений между Украиной и Россией началось с избранием в 2004 году нового Президента Украины Виктора Ющенко, который, являясь гарантом Конституции Украины, обязан гарантировать выполнение требований части 7 статьи 17 Конституции Украины, где записано, что «на территории Украины не допускается размещение иностранных военных баз», а также пункта 14 Переходных положений Конституции Украины, где указано, что «использование существующих военных баз на территории Украины для временного пребывания иностранных военных формирований возможно на условиях аренды в порядке, определённом международными договорами Украины, ратифицированными Верховной Радой Украины».
2005
Президент Украины Виктор Ющенко 17 апреля 2005 года заявил, что у Москвы и Киева есть три главные проблемы: Черноморский флот РФ, вопросы границ и развитие сотрудничества в энергетической сфере.
Министр иностранных дел Украины Борис Тарасюк после своего назначения на этот пост в феврале 2005 года заявлял, что не думает, что пребывание в Крыму Черноморского флота РФ мешает европейской интеграции Украины, поскольку в ЕС и НАТО этот вопрос считают проблемой двусторонних отношений Украины и России. Обязательства Украины, касающиеся Черноморского флота РФ, будут выполнены — но то же самое должна сделать и Россия.
17 апреля 2005 года Виктор Ющенко заявил, что статус Черноморского флота России в Севастополе нуждается в пересмотре, в то время как Борис Тарасюк выразился ещё более ясно: пребывание российского флота в Севастополе, которое, согласно договорённостям, ограничено 2017 годом, продлеваться не будет. Александр Турчинов, возглавлявший в то время Службу безопасности Украины, высказал мнение, что пребывание Черноморского флота России на украинской территории противоречит национальным интересам Украины.
23 марта 2005 года большой десантный корабль «Николай Фильченков» начал высадку морских пехотинцев, базирующихся в Темрюке (Россия), на военном полигоне в районе горы Опук на юго-восточном побережье Крыма (в 70 км от Керчи). Когда высадка была практически окончена, в районе учений появились украинские пограничники, которые информировали российских военных о незаконности их действий, поскольку они не получали уведомления о предстоящих учениях — а кроме того, морские пехотинцы, базирующиеся на российской территории, не имеют права без согласования высаживать десант на полигоне в Крыму, который арендует Россия. Таким правом пользуется только морская пехота Черноморского флота, базирующаяся на украинской территории.
В марте 2005 министр обороны РФ Сергей Иванов заявил, что Севастополь останется главной военно-морской базой Черноморского флота России как минимум до 2017 года. Несмотря на строительство военно-морской базы в Новороссийске, переводить туда штаб ЧФ и корабельный состав не планируется.
Кроме того, Украина предъявляет России претензии по оплате аренды украинской территории для размещения ЧФ РФ, требует передачи Украине средств навигационно-гидрографического оборудования безопасности мореходства на побережье Крыма, выражает недовольство нарушениями законодательства Украины об охране окружающей среды.
В декабре 2005 года Украина объявила о необходимости проведения инвентаризации всех объектов, используемых российским ЧФ. Эти действия совпали по времени с конфликтом между Россией и Украиной в отношении цен на российский газ, поставляемый на Украину.
Соглашение о разделе Черноморского флота от 28 мая 1997 года предусматривало разделение только корабельного состава гидрографической службы. Россия получила 7 гидрографических судов и 27 катеров (ещё 1 судно и 9 катеров были выкуплены у Украины). Украина сохранила 5 судов и 17 катеров. Стороны договорились о совместном использовании объектов гидрографической службы (в том числе маяков) в Крыму, на участке от мыса Тарханкут до мыса Аю-Даг. Все остальные маяки и иные гидрографические объекты Крыма были переданы Украине. Перечень навигационных средств, объектов и инфраструктуры Гидрографической службы российского ЧФ, находящихся на территории Украины, предстояло окончательно согласовать в рамках Соглашения о навигационно-гидрографическом и гидрометеорологическом обеспечении безопасности мореплавания в Чёрном и Азовском морях, но этого так и не было сделано. Российская сторона хотела бы сохранить за собой 47-й гидрографический район до 2017 года, передавая его объекты Украине постепенно. Украина требовала сначала оформить своё право собственности на это имущество.
2006
13 января 2006 года руководство ВМФ России обвинило Украину в захвате Ялтинского маяка, используемого ЧФ. Руководство ялтинского порта не допустило к маяку его российского начальника. Главком ВМФ Владимир Масорин назвал события в Ялте провокацией, недружественным актом и нарушением соглашений по Черноморскому флоту, согласно которым ялтинский маяк является объектом ЧФ России. В ответ Украина назвала обвинения Москвы провокацией и дезинформацией, подчеркнув, что все навигационные объекты в Крыму — законная собственность Украины, а во всех документах отмечается, что ответственность за безопасность судов в регионе несёт только Украина.
15 января представители организации «Студенческое братство» попытались проникнуть на территорию радионавигационной станции гидрографической службы ЧФ «Марс-75» в районе Геническа. 24 августа члены той же организации предприняли попытку проникнуть на территорию маяка «Сарыч», находящимся на одноимённом мысе.
В ночь с 18 на 19 января командование ЧФ блокирует въезд техники на крымский маяк «Сарыч», разместив на его территории бронетранспортёр. Кроме того, командование вводит на четыре главных крымских маяка — «Айтодорский», «Евпаторийский», «Тарханкутский» и «Сарыч» — вооружённые подразделения морских пехотинцев. В связи с несанкционированной передислокацией военной техники на мыс Сарыч МИД Украины направляет России ноту протеста.
Развитие событий напоминает о похожем российско-украинском противостоянии 2003 года, когда спор из-за нескольких островов Тузлинской косы в Керченском проливе, общая площадь которых около 3 км², едва не перерос в военное столкновение. В декабре 2003 года потребовалось «вмешательство» российского президента, чтобы разрешить кризис вокруг Тузлинской косы совместно с украинским президентом.
Представители националистических организаций Украины постоянно пикетируют объекты флота России в Крыму, требуя «прекратить оккупацию Украины».
2008

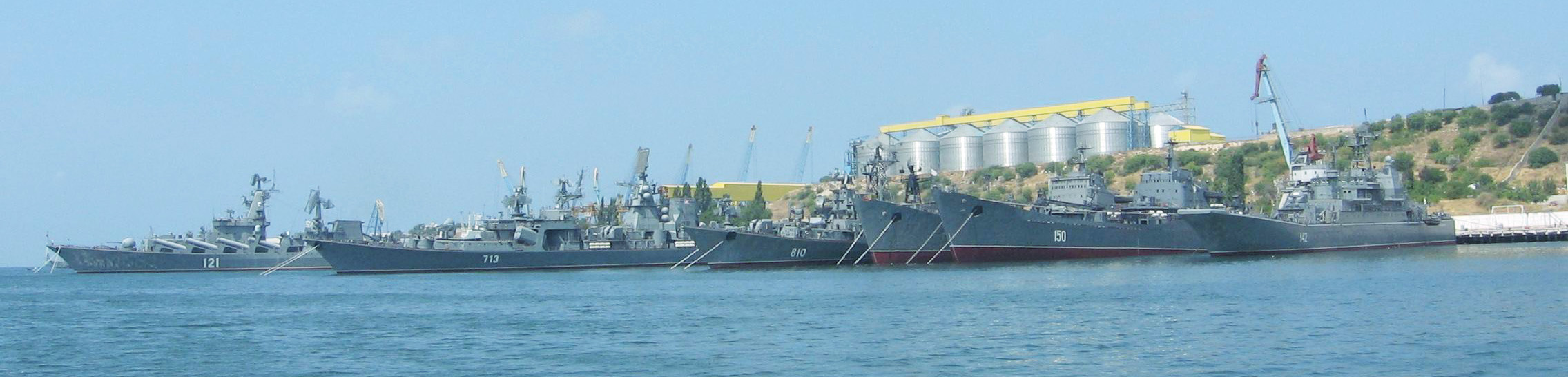
Корабли Черноморского флота ВМФ России.

5 мая 2008 года Украина заявила «о неприемлемости осуществления во время празднования 225-й годовщины Черноморского флота парада кораблей ЧФ РФ, военно-спортивного праздника и показа военной техники и вооружений частей пехоты».
МИД Украины 24 мая 2008 года заявило, что договор о базировании продлеваться не будет, флот обязан быть полностью выведен к 28 мая 2017 года.
10 августа МИД Украины заявило, что «украинская сторона оставляет за собой право, согласно нормам международного права и законодательства Украины, запретить возвращение на территорию Украины до разрешения конфликта кораблей и судов ЧФ России», которые могут принять участие в войне в Грузии.
25 августа ракетный крейсер «Москва» покинул Севастополь и направился по официальной версии российских военных в Новороссийск. 27 августа корабль встал на якорь в районе столицы Абхазии — Сухума.
9 сентября Посольство России в Киеве получило из МИД Украины технологическую схему пересечения соединениями Черноморского флота РФ государственной границы Украины. Этот документ устанавливал разрешительный порядок пересечения государственной границы Украины соединениями Черноморского флота, отменённый в 2000 году по просьбе российской стороны.
В декабре были преданы огласке планы Минобороны Украины по передислокации войск к украинско-российской границе, однако после решения проблем с транзитом газа через территорию Украины и ценой на газ для Украины эти планы были забыты.
2009
23 июня украинские милиционеры задержали служебный автобус Черноморского флота с 30 матросами, которые следовали на гору Опук к месту обучения морпехов. Проверка документов продолжалась более 20 часов и завершилась составлением протоколов об административном правонарушении по статье «Нарушение иностранцами и лицами без гражданства правил пребывания на Украине» и попаданием одного из военнослужащих в военный госпиталь с тепловым ударом. До этого подобные случаи также имели место. Сотрудники украинской милиции ссылались на выполнение ими указа президента Украины № 705/2008 от 13 августа 2008 года «О ситуации вокруг перемещений, связанных с деятельностью военных формирований Черноморского флота Российской Федерации вне мест их дислокации на территории Украины». При этом командование флота направило протест в Управление МВД Украины в Севастополе. В документе ЧФ РФ требует от милиции «немедленно прекратить противоправные действия» в отношении моряков-черноморцев.
В июне 2009 года председатель СБУ Валентин Наливайченко заявил, что сотрудники ФСБ должны покинуть территорию Украины, сославшись на то, что протокол между ФСБ и СБУ, подписанный 25 января 2000 года, нарушает законодательство Украины. 10 декабря 2009 года было сообщено, что все сотрудники военной контрразведки ФСБ РФ, работавшие в Севастополе на Черноморском флоте России, покинули территорию Украины, выполнив требование СБУ.
2010

Министр обороны Украины Михаил Ежель представил руководящему составу флота нового командующего Военно-морских сил страны вице-адмирала Виктора Максимова. С 2004 года В. Максимов был первым заместителем главы украинского флота. Накануне президент Украины Виктор Янукович подписал указ о назначении В. Максимова командующим украинских ВМС. Ранее бывший командующий ВМС адмирал Игорь Тенюх, которого называли идеологом «недружественных акций в отношении российского Черноморского флота», подал в отставку, мотивируя своё решение «морально-этическими причинами». 17 марта 2010 года В. Янукович подписал указ о его увольнении
В апреле 2010 года глава МИД Украины Константин Грищенко сделал заявление, что базирование Черноморского флота Российской Федерации в Крыму не несёт угрозы Украине, о чём говорили предыдущие «оранжевые» власти на Украине: «Я думаю, что всё зависит, прежде всего, от того, как мы выстраиваем эти отношения. База (Черноморского флота) сама по себе не может быть угрозой как таковой потому, что она существовала исторически. Это место, где Черноморский флот был уже столетиями».
21 апреля президенты России и Украины подписали Харьковские соглашения по продлению срока аренды пунктов базирования Черноморского флота РФ в Крыму на 25 лет (после 2017 года) с возможностью его продления ещё на 5 лет — до 2042—2047 годов.
27 апреля Государственная Дума России и Верховная Рада Украины ратифицировали соглашение по Черноморскому флоту РФ, продлив время пунктов базирования Черноморского флота РФ в Крыму на 25 лет. Ратификация соглашения на Украине проходила на фоне акций протеста, организованных оппозицией, как в зале Рады, так и в центре Киева.
29 апреля 2010 года Президент России Дмитрий Медведев подписал Федеральный закон «О ратификации Соглашения между Российской Федерацией и Украиной по вопросам пребывания Черноморского флота Российской Федерации на территории Украины». Аналогичный закон «О ратификации Соглашения между Украиной и Российской Федерацией по вопросам пребывания Черноморского флота на территории Украины» подписал 29 апреля президент Украины Виктор Янукович.
2011
Согласно постановлению Хозяйственного суда Крыма от 2 августа этого года, маяки Черноморского флота России должны были изъять украинские судебные исполнители. В частности, судебные исполнители должны были вернуть Украине две станции радионавигационной системы РС-10, расположенные в Евпатории и на территории Тарханкутского маяка, также изъятию подлежат 6 маяков, 9 навигационных знаков и другое оборудование, расположенное вдоль крымского побережья.
21 августа активисты молодёжной организации «Студенческое братство» начали гражданскую акцию с целью активизации деятельности исполнительной службы по возвращению Украине крымских маяков: они проникли на территорию маяка «Сарыч», срезали колючую проволоку и вывесили таблички «Объект министерства инфраструктуры Украины». 8 человек были задержаны моряками Черноморского флота и переданы в руки прибывшей украинской милиции. 23 августа активисты той же молодёжной организации выставили пикеты в Севастополе у маяка Черноморского флота «Херсонесский» с требованием его передачи Украине. В МИД Украины отметили, что негативно относятся к попыткам представителей общественных организаций проникнуть на территорию ЧФ России в Крыму, поскольку это может привести к трагическим последствиям.
19 октября Россия и Украина не смогли подписать соглашение о замене кораблей Черноморского флота РФ на новые. Украинская сторона выдвинула условия, по которым Россия была должна согласовывать с ней каждый шаг по замене кораблей, предоставлять полный перечень вооружения новых кораблей, заключить контракты на их обслуживание с украинскими судоремонтными предприятиями. То же касается наземной техники, береговых систем, авиации.
2012
6 марта министр обороны Российской Федерации Анатолий Сердюков попросил взять на баланс Севастополя 440 квартир Черноморского флота РФ. Причиной была заявлена высокая цена на газ.
20 апреля российская сторона попросила Украину упразднить 15 000 000 долларов налогов на грузы поступающее в страну для Черноморского флота РФ. При этом Россия обещает направить освободившееся средства на содействие социально-экономическому развитию Севастополя и других населённых пунктов, где дислоцируется Черноморский флот РФ.
2014
С 18 марта основная база Черноморского флота РФ в Севастополе перешла под юрисдикцию России, а Харьковские соглашения, согласно которым флот базировался в Крыму, денонсированы Российской Федерацией.
2 апреля 2014 года Министерство иностранных дел Российской Федерации направило ноту посольству Украины в России, уведомив о вступлении в силу Федерального закона «О прекращении действия соглашений, касающихся пребывания Черноморского флота Российской Федерации на территории Украины»:
- Соглашение между Российской Федерацией и Украиной о параметрах раздела Черноморского флота от 28 мая 1997 года;
- Соглашение между Российской Федерацией и Украиной о статусе и условиях пребывания Черноморского флота Российской Федерации на территории Украины от 28 мая 1997 года;
- Соглашение между Правительством Российской Федерации и Правительством Украины о взаиморасчётах, связанных с разделом Черноморского флота и пребыванием Черноморского флота Российской Федерации на территории Украины, от 28 мая 1997 года;
- Соглашение между Российской Федерацией и Украиной по вопросам пребывания Черноморского флота Российской Федерации на территории Украины от 21 апреля 2010 года.

### Операция в Сирии
С началом военной операции России в Сирии 30 сентября 2015 года, корабли Черноморского флота осуществляют прикрытие Авиационной группы ВВС России в Сирии, неся боевое дежурство у берегов Сирии. Корабли постоянного оперативного соединения Военно-Морского Флота (ВМФ) России на Средиземном море, состоявшего на основе ротации из 10—15 кораблей и вспомогательных судов Северного, Тихоокеанского, Балтийского и Черноморского флотов.
С началом ведения боевых действий и обустройства авиабазы в Латакии и пункта МТО в Тартусе к охране и обороне данных объектов был привлечён один батальон морской пехоты из состава 810-й отдельной бригады морской пехоты Черноморского флота.

### Вторжение на Украину
С февраля 2022 года Черноморский флот участвует во вторжении на Украину. В ходе боевых действий флот понес существенные потери, был потерян флагман флота крейсер «Москва», кроме того затонули или получили серьезные повреждения еще 10 кораблей и катеров.